# Condado de Borden
O Condado de Borden é um dos 254 condados do estado norte-americano do Texas. A sede do condado é Gail, e sua maior cidade é Gail.
O condado possui uma área de 2 347 km² (dos quais 19 km² estão cobertos por água), uma população de 729 habitantes, e uma densidade populacional de 0,3 hab/km² (segundo o censo nacional de 2000).
O condado foi criado em 1876.